# Club Atlético River Plate 1989-1990
Questa voce raccoglie le informazioni riguardanti il Club Atlético River Plate nelle competizioni ufficiali della stagione 1989-1990.

## Stagione
Guidata dapprima da Merlo (che verrà sostituito in seguito all'elezione di Davicce alla presidenza) e poi da Passarella, la squadra riuscì a mantenere un buon andamento in campionato, assommando al termine del torneo sei punti di vantaggio sulla seconda classificata, l'Independiente di Avellaneda.

## Maglie e sponsor
Lo sponsor tecnico per la stagione 1989-1990 è Adidas, mentre lo sponsor ufficiale è Peugeot
| Casa | Trasferta |

## Rosa
| N. |                      | Ruolo | Calciatore        |
| -- | -------------------- | ----- | ----------------- |
|    | Argentina (bandiera) | P     | Ángel Comizzo     |
|    | Argentina (bandiera) | P     | José Miguel       |
|    | Argentina (bandiera) | P     | Oscar Passet      |
|    | Argentina (bandiera) | D     | Fabián Basualdo   |
|    | Argentina (bandiera) | D     | Sergio Batista    |
|    | Argentina (bandiera) | D     | Diego Cocca       |
|    | Argentina (bandiera) | D     | José Serrizuela   |
|    | Argentina (bandiera) | D     | Jorge Theiler     |
|    | Argentina (bandiera) | D     | Daniel Oldrá      |
|    | Uruguay (bandiera)   | D     | Hugo de León      |
|    | Argentina (bandiera) | D     | José Borrelli     |
|    | Argentina (bandiera) | D     | Carlos Enrique    |
|    | Argentina (bandiera) | D     | Rubén Darío Gómez |
|    | Argentina (bandiera) | D     | Jorge Gordillo    |
|    | Argentina (bandiera) | D     | Jorge Higuaín     |
|    | Argentina (bandiera) | D     | Pablo Lavallén    |

| N. |                      | Ruolo | Calciatore            |
| -- | -------------------- | ----- | --------------------- |
|    | Argentina (bandiera) | D     | Ricardo Mattis        |
|    | Argentina (bandiera) | C     | Leonardo Astrada      |
|    | Argentina (bandiera) | C     | Javier Claut          |
|    | Argentina (bandiera) | C     | Enrique Corti         |
|    | Argentina (bandiera) | C     | Hernán Díaz           |
|    | Argentina (bandiera) | C     | Héctor Enrique        |
|    | Bolivia (bandiera)   | C     | José Milton Melgar    |
|    | Argentina (bandiera) | C     | Fabio Talarico        |
|    | Argentina (bandiera) | C     | Jorge Gabriel Vázquez |
|    | Argentina (bandiera) | C     | Gustavo Zapata        |
|    | Argentina (bandiera) | A     | Gabriel Batistuta     |
|    | Argentina (bandiera) | A     | Ramón Centurión       |
|    | Uruguay (bandiera)   | A     | Rubén da Silva        |
|    | Argentina (bandiera) | A     | Ramón Medina Bello    |
|    | Argentina (bandiera) | A     | Walter Silvani        |
|    | Argentina (bandiera) | A     | Julio Zamora          |

## Statistiche

### Statistiche di squadra
| Competizione     | Punti | Totale | Totale | Totale | Totale | Totale | Totale | DR  |
| Competizione     | Punti | G      | V      | N      | P      | Gf     | Gs     | DR  |
| ---------------- | ----- | ------ | ------ | ------ | ------ | ------ | ------ | --- |
| Primera División | 53    | 38     | 20     | 13     | 5      | 48     | 20     | +28 |
| Totale           | -     |        |        |        |        |        |        | -   |